# Itaberaba
Itaberaba est une municipalité brésilienne de l'État de Bahia et la Microrégion d'Itaberaba.